# Zora Zbavitelová
Zora Zbavitelová (roz. Lacinová) (29. února 1924 Kopřivnice - 1. června 1999 Praha) byla československá a česká instruktorka a popularizátorka juda (5. dan ČSJu) a sebeobrany pro ženy.

## Životopis
Je rodačkou z Beskyd. Do Prahy přišla po druhé světové válce. Vystudovala Přírodovědeckou fakultu UK obor zeměpis a tělesná výchova. V roce 1949 se vdala za indologa Dušana Zbavitele. V roce 1954 se jí narodila dcera Markéta (Margita, Gita).
Lekce sebeobrany jiu-jitsu absolvovala jako posluchačka vysoké školy pod vedením manželů Františka a Anny (roz. Kubrová) Stibitzových. V roce 1953 byla přijata na nově založenou Katedru tělesné výchovy na 1. lékařské fakultě UK. Pracovala jako instruktorka lyžování a sebeobrany. Zkoušky skládala pod vedením Jiřího Mašína. Mistrovský technický stupeň 1. dan v judu obdržela v roce 1962 jako třetí žena v Československu. V roce 1976 získala nejvyšší kvalifikaci trenérky a rozhodčí I. třídy.
Na 1. LF působila do konce osmdesátých let dvacátého století. Mezi její nejznámější žákyně patřily Eva Plzáková, Miroslava Veselá, Blanka Velcová, Margita Kadeřábková, Lenka Šindlerová a celá řada budoucích lékařů a lékařek.